# 参宿增八
獵戶座21，又名BD+02 916，HD 34658、SAO 112624、HR 1746，是獵戶座的一颗恒星，视星等为5.34，位于銀經199.54，銀緯-19.12，其B1900.0坐标为赤經5h 13m 58.2s，赤緯+2° -19.12′ 32″。